# Cala Figuera (Calvià)

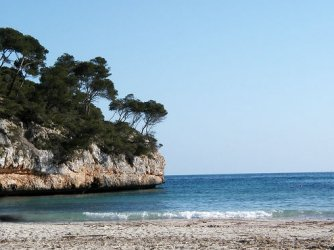
Cala Figuera.

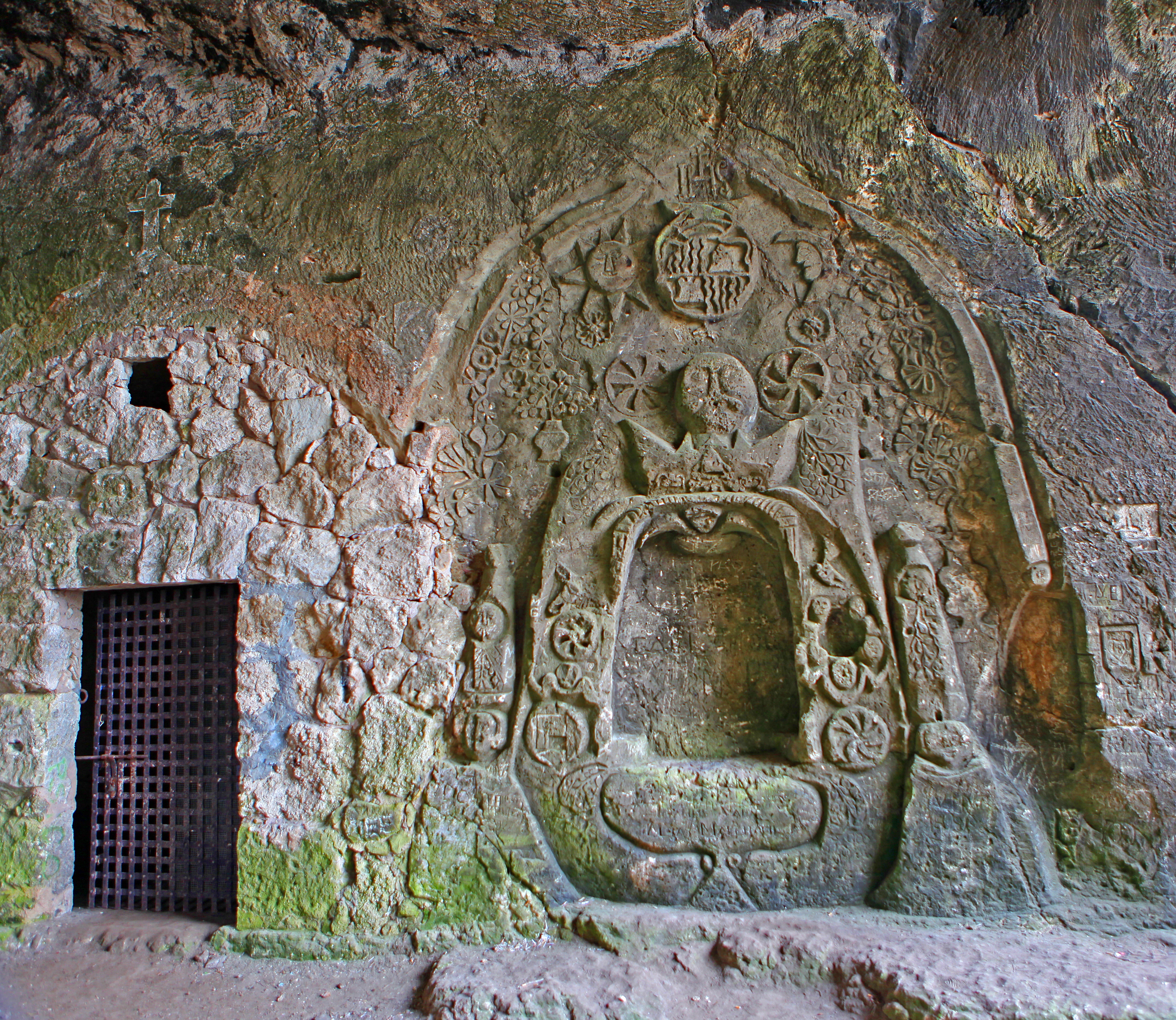
Cova de la Cala Figuera.

Cala Figuera és una platja verge, envoltada per penya-segats verticals, amb la forma d'un braç a la mar, que es va estrenyent fins al final, on hi ha una grapada d'arena. Fa 12 metres de llargada per 10 d'amplada.
Està situada a prop del far del Cap de Cala Figuera, al terme municipal de Calvià, a Mallorca. És una àrea protegida, amb la vegetació molt ben preservada.